# Kromosom 16 (čovjek)
Kromosom 16 u kariotipu čovjeka je autosomni kromosom, šesnaesti po redu po dimenzijama i broju nukleotida. Prema položaju centromere pripada submetacentričnim kromosomima. Sastoji se od 89 milijuna nukleotida što predstavlja nešto manje od 3 % ukupne količine DNK u stanici.
Potvrđeno je da kromosom 16 sadrži oko 850 gena, ali se pretpostavlja da ih ima oko 1200.
Broj polimorfizama jednog nukleotida (eng. Single Nucleotide Polymorphism - SNP) je oko 350 000.

## Geni kromosoma 16
Neki od važnijih gena kromosoma 16 jesu:
- ABCC6: šesti član potporodice C (CFTR/MRP) skupine ATP-binding cassette;
- ACSF3:
- CCL17: ligand 17 kemokina s C-C motivom (scya17);
- CCL22: ligand 22 kemokina s C-C motivom (scya22);
- CX3CL1:  ligand 1 kemokina s C-X3-C motivom (scyd1);
- CREBBP: CREB vežući protein
- COQ7: bjelančevina vezana za biosintezu ubikvitina;
- GAN: gigaksonina;
- HBA1 i HBA2: geni α1 i α2 lanca hemoglobina;
- ITGAL: gen za CD11a;
- LITAF: TNF induciran od lipopolisaharida;
- MEFV: gen vezan za sredozemnu groznicu
- MLYCD:
- PKD1: gen vezan za bolest policističnog bubrega (autosomna dominantna);
- TAT: tirozin aminotransferaza;
- TSC2: protein 2 vezan za tuberoznu sklerozu;
- CARD15: receptor C2 NOD2/NOD-like.

## Bolesti vezane za kromosom 16
Poznat je sadržaj i raspored gena kromosoma 16 čije mutacije izazivaju niz nasljednih bolesti. Najvažnije bolesti vezane za mutacije na kromosomu 16 jesu:
- obiteljska sredozemna groznica
- Crohnova bolest
- Kombinirana malonska i metilmalonska acidurija (CMAMMA)
- talasemija
- bolest policističnog bubrega autosomna dominantna (PKD-1)
- autizam
- shizofrenija[4]
- poremećaj hiperaktivnosti i deficita pažnje (ADHD)
- sinestezija